# Język iban
Język iban, także: ibański, dayak iban – język austronezyjski, którym posługuje się blisko 800 tys. osób z grupy etnicznej Iban na Borneo, w malezyjskim stanie Sarawak, indonezyjskim regionie Kalimantan oraz w Brunei. Ludność Iban to największa grupa językowa w stanie Sarawak.
Jest spokrewniony z językiem malajskim i należy do grupy języków malajskich. Publikacja Ethnologue (wyd. 18) wyróżnia szereg dialektów: batang lupar, bugau, dau, lemanak, skrang, ulu ai, undup.
Historyczna lingua franca stanu Sarawak, od lat 70. XX w. wypierana przez język malajski. W porównaniu do innych rodzimych języków Malezji iban ma stosunkowo szerokie wsparcie instytucjonalne. Został poddany standaryzacji, powstały w nim materiały pisane i jest nauczany w szkołach (podstawowych i ponadpodstawowych). W iban nadaje się audycje radiowe. Nie jest zagrożony wymarciem.
W odróżnieniu od pozostałych języków ibańskich został dość dobrze udokumentowany w literaturze. W 1900 r. ukazał się wczesny słownik tego języka (W. Howell, D.J.S. Bailey). Istnieją też różne nowsze publikacje opisujące jego słownictwo (Kamus bahasa Iban-bahasa Malaysia, 1989; Kamus bahasa Dayak Iban-Indonesia, 2013) i gramatykę (The Iban Language of Sarawak, 1981; Struktur bahasa Iban, 1991). W piśmie stosuje się alfabet łaciński.